# Anna Biriukova
Anna Biriukova (Ekaterimburgo, Rusia, 27 de septiembre de 1967) es una atleta rusa ya retirada, especializada en la prueba de triple salto, en la que llegó a ser campeona mundial en 1993.

## Carrera deportiva
En el Mundial de Stuttgart 1993 ganó la medalla de oro en el triple salto, con un salto de 15.09 metros que fue récord del mundo, quedando por delante de su compatriota la también rusa Yolanda Chen (plata con 14.70 metros) y la búlgara Iva Prandzheva (bronce con 14.23 metros).